# 美しい嘘つけますか
『美しい嘘つけますか』（うつくしいうそつけますか）はテレビ朝日系列で1990年6月14日 - 7月12日に放送されたテレビドラマ。

## キャスト
- 小野寺昭
- 岡本まい子
- 手塚理美
- 乙羽信子
- 多岐川裕美
- 本田博太郎
- 小野武彦
- 神津はづき
- 三笑亭夢之助
- 山本紀彦
- 久保京子
- 宮田光

## スタッフ
- 脚本：中岡京平
- 演出：小田切成明

## 主題歌
- 坪倉唯子「幸福ゲーム」（BMGビクター）

作詞：荒木とよひさ　作曲・編曲：寺尾広

## サブタイトル
1. 秘密を知った女
2. 予期せぬ父親の出現が…
3. 別れた妻の告白！
4. 娘へ贈る最後の言葉…
5. 別れのウェディングドレス

| テレビ朝日系 木曜21時台・木曜ドラマ | テレビ朝日系 木曜21時台・木曜ドラマ | テレビ朝日系 木曜21時台・木曜ドラマ |
| 前番組                              | 番組名                              | 次番組                              |
| ----------------------------------- | ----------------------------------- | ----------------------------------- |
| 自由の丘に私が残った                | 美しい嘘つけますか                  | 私を海まで流して                    |

| スタブアイコン | サブスタブ | この項目は、まだ閲覧者の調べものの参照としては役立たない、テレビ番組に関連した書きかけの項目です。この項目を加筆・訂正などしてくださる協力者を求めています（P:テレビ/PJ:放送または配信の番組）。 |